# NGC 2910
NGC 2910 est un amas ouvert,, situé dans la constellation des Voiles. Il a été découvert par l'astronome britannique John Herschel en 1834.
NGC 2910 est à environ 2 607 pc (∼8 500 al) du système solaire et les dernières estimations donnent un âge de 160 millions d'années. La taille apparente de l'amas est de 6 minutes d'arc, ce qui, compte tenu de la distance et grâce à un calcul simple, équivaut à une taille réelle d'environ 15 années-lumière. 
Selon la classification des amas ouverts de Robert Trumpler, cet amas renferme moins de 50 étoiles (lettre p) dont la concentration est forte (I) et dont les magnitudes se répartissent sur un intervalle moyen (le chiffre 2).